# Lista de prefeitos de Santo Amaro da Imperatriz
Esta é a lista de prefeitos e vice-prefeitos do município de Santo Amaro da Imperatriz, estado brasileiro de Santa Catarina
| Nº | Nome                       | Partido | Vice-prefeito                   | Início do mandato       | Fim do mandato         | Observações                                           | Presidente da Câmara Municipal       | Partido   | Periodo                                           |
| 1  | Haroldo Silva              | UDN     | Nenhum                          | 16 de setembro de 1956  | 25 de abril de 1957    | Prefeito nomeado                                      | Nenhum                               | —         | —                                                 |
| 2  | Augusto Althoff            | UDN     | Nenhum                          | 10 de julho de 1958     | 13 de novembro de 1958 | Prefeito nomeado                                      | Nenhum                               | —         | —                                                 |
| 3  | Orlando Becker             | PSD     | Nenhum                          | 14 de novembro de 1958  | 30 de janeiro de 1964  | Prefeito eleito                                       | José Adão Lehmkuhl                   | PSD       | 14 de novembro de 1958 a 31 de janeiro de 1960    |
| 3  | Orlando Becker             | PSD     | Nenhum                          | 14 de novembro de 1958  | 30 de janeiro de 1964  | Prefeito eleito                                       | José Adão Lehmkuhl                   | PSD       | 1º de fevereiro de 1960 a 5 de fevereiro de 1962  |
| 3  | Orlando Becker             | PSD     | Nenhum                          | 14 de novembro de 1958  | 30 de janeiro de 1964  | Prefeito eleito                                       | Evaristo Brüggemann                  | PSD       | 6 de fevereiro de 1962 a 18 de novembro de 1962   |
| 3  | Orlando Becker             | PSD     | Nenhum                          | 14 de novembro de 1958  | 30 de janeiro de 1964  | Prefeito eleito                                       | José Osni Brüggemann (interino)      | PSD       | 19 de novembro de 1962 a 29 de novembro de 1962   |
| 3  | Orlando Becker             | PSD     | Nenhum                          | 14 de novembro de 1958  | 30 de janeiro de 1964  | Prefeito eleito                                       | Júlio Jacó Broering                  | UDN       | 30 de novembro de 1962 a 4 de março de 1963       |
| 3  | Orlando Becker             | PSD     | Nenhum                          | 14 de novembro de 1958  | 30 de janeiro de 1964  | Prefeito eleito                                       | José Osni Brüggemann                 | PSD       | 5 de março de 1963 a 18 de novembro de 1963       |
| 3  | Orlando Becker             | PSD     | Nenhum                          | 14 de novembro de 1958  | 30 de janeiro de 1964  | Prefeito eleito                                       | José João Ventura                    | PSD/ARENA | 19 de novembro de 1963 a 9 de novembro de 1965    |
| 4  | Clemente Tiago Diniz       | PSD     | Nenhum                          | 31 de janeiro de 1964   | 28 de janeiro de 1969  | Prefeito eleito                                       | José João Ventura                    | PSD/ARENA | 19 de novembro de 1963 a 9 de novembro de 1965    |
| 4  | Clemente Tiago Diniz       | PSD     | Nenhum                          | 31 de janeiro de 1964   | 28 de janeiro de 1969  | Prefeito eleito                                       | José João Ventura                    | PSD/ARENA | 10 de novembro de 1965 a 19 de janeiro de 1966    |
| 4  | Clemente Tiago Diniz       | PSD     | Nenhum                          | 31 de janeiro de 1964   | 28 de janeiro de 1969  | Prefeito eleito                                       | ?                                    | ?         | 20 de janeiro de 1966 a 19 de dezembro de 1966    |
| 4  | Clemente Tiago Diniz       | PSD     | Nenhum                          | 31 de janeiro de 1964   | 28 de janeiro de 1969  | Prefeito eleito                                       | Dulfe Venâncio da Silva              | ARENA     | 20 de dezembro de 1966 a 19 de dezembro de 1968   |
| 4  | Clemente Tiago Diniz       | PSD     | Nenhum                          | 31 de janeiro de 1964   | 28 de janeiro de 1969  | Prefeito eleito                                       | Artur Amaro de Abreu                 | ARENA     | 20 de dezembro de 1968 a 31 de janeiro de 1970    |
| 5  | Orlando Becker             | PSD     | Nenhum                          | 29 de janeiro de 1969   | 20 de outubro de 1970  | Prefeito nomeado                                      | Adolfo Derner Filho                  | ARENA     | 1º de fevereiro de 1970 a 15 de fevereiro de 1971 |
| 5  | Orlando Becker             | PSD     | Nenhum                          | 29 de janeiro de 1969   | 20 de outubro de 1970  | Prefeito nomeado                                      | João Jacinto Machado                 | ARENA     | 16 de fevereiro de 1971 a 9 de agosto de 1971     |
| 6  | Adolfo Derner Filho        | ARENA   | Nenhum                          | 21 de outubro de 1970   | 12 de agosto de 1971   | Prefeito interino nomeado                             | João Jacinto Machado                 | ARENA     | 16 de fevereiro de 1971 a 9 de agosto de 1971     |
| 6  | Adolfo Derner Filho        | ARENA   | Nenhum                          | 21 de outubro de 1970   | 12 de agosto de 1971   | Prefeito interino nomeado                             | Artur Amaro de Abreu                 | ARENA     | 10 de agosto de 1971 a 31 de janeiro de 1972      |
| 7  | João Jacinto Machado       | ARENA   | Nenhum                          | 13 de agosto de 1971    | 11 de janeiro de 1972  | Prefeito interino nomeado                             | Artur Amaro de Abreu                 | ARENA     | 10 de agosto de 1971 a 31 de janeiro de 1972      |
| 8  | Melquíades Mansur Elias    | ARENA   | Nenhum                          | 12 de janeiro de 1972   | 14 de maio de 1982     | Prefeito nomeado                                      | Artur Amaro de Abreu                 | ARENA     | 10 de agosto de 1971 a 31 de janeiro de 1972      |
| 8  | Melquíades Mansur Elias    | ARENA   | Nenhum                          | 12 de janeiro de 1972   | 14 de maio de 1982     | Prefeito nomeado                                      | Dulfe Venâncio da Silva              | ARENA     | 1º de fevereiro de 1972 a 30 de janeiro de 1973   |
| 8  | Melquíades Mansur Elias    | ARENA   | Nenhum                          | 12 de janeiro de 1972   | 14 de maio de 1982     | Prefeito nomeado                                      | Pedro José da Rosa                   | ARENA     | 31 de janeiro de 1973 a 31 de janeiro de 1975     |
| 8  | Melquíades Mansur Elias    | ARENA   | Nenhum                          | 12 de janeiro de 1972   | 14 de maio de 1982     | Prefeito nomeado                                      | Teófilo Santos                       | ARENA     | 1º de fevereiro de 1975 a 1º de fevereiro de 1976 |
| 8  | Melquíades Mansur Elias    | ARENA   | Nenhum                          | 12 de janeiro de 1972   | 14 de maio de 1982     | Prefeito nomeado                                      | Nilton João Machado                  | ARENA     | 1º de fevereiro de 1976 a 31 de janeiro de 1977   |
| 8  | Melquíades Mansur Elias    | ARENA   | Nenhum                          | 12 de janeiro de 1972   | 14 de maio de 1982     | Prefeito nomeado                                      | Almir Hercílio da Silva              | ARENA     | 1º de fevereiro de 1977 a 31 de janeiro de 1979   |
| 8  | Melquíades Mansur Elias    | ARENA   | Nenhum                          | 12 de janeiro de 1972   | 14 de maio de 1982     | Prefeito nomeado                                      | Elmo Rogério Besen                   | ARENA     | 1º de fevereiro de 1979 a 2 de fevereiro de 1981  |
| 8  | Melquíades Mansur Elias    | ARENA   | Nenhum                          | 12 de janeiro de 1972   | 14 de maio de 1982     | Prefeito nomeado                                      | José Carlos Luckmann                 | PDS       | 3 de fevereiro de 1981 a 2 de fevereiro de 1982   |
| 8  | Melquíades Mansur Elias    | ARENA   | Nenhum                          | 12 de janeiro de 1972   | 14 de maio de 1982     | Prefeito nomeado                                      | Gilberto João Deucher                | PDS       | 2 de fevereiro de 1982 a 5 de maio de 1982        |
| 8  | Melquíades Mansur Elias    | ARENA   | Nenhum                          | 12 de janeiro de 1972   | 14 de maio de 1982     | Prefeito nomeado                                      | Cláudio André Trierweiller           | PDS       | 6 de maio de 1982 a 14 de maio de 1982            |
| 9  | Cláudio André Trierweiller | PDS     | Nenhum                          | 15 de maio de 1982      | 31 de janeiro de 1983  | Presidente da Câmara Municipal como prefeito interino | Elmo Rogério Besen (vice-presidente) | PDS       | 14 de maio de 1982 a 31 de janeiro de 1983        |
| 10 | João Paulo Broering        | PDS     | Felisberto Besen (PDS)          | 1º de fevereiro de 1983 | 31 de dezembro de 1988 | Prefeito e vice eleitos                               | Thiers Melquíades Elias              | PDS       | 2 de fevereiro de 1983 a 31 de janeiro de 1985    |
| 10 | João Paulo Broering        | PDS     | Felisberto Besen (PDS)          | 1º de fevereiro de 1983 | 31 de dezembro de 1988 | Prefeito e vice eleitos                               | Rogério Carlos da Rosa               | PDS       | 1º de fevereiro de 1985 a 31 de janeiro de 1987   |
| 10 | João Paulo Broering        | PDS     | Felisberto Besen (PDS)          | 1º de fevereiro de 1983 | 31 de dezembro de 1988 | Prefeito e vice eleitos                               | Sérgio Pedro Coelho                  | PDS/PFL   | 1º de fevereiro de 1987 a 31 de dezembro de 1988  |
| 11 | Nilton João Machado        | PFL     | Thiers Melquíades Elias (PFL)   | 1º de janeiro de 1989   | 31 de dezembro de 1992 | Prefeito e vice eleitos                               | Vicente Zenon Farias                 | PDS       | 1º de janeiro de 1989 a 31 de dezembro de 1990    |
| 11 | Nilton João Machado        | PFL     | Thiers Melquíades Elias (PFL)   | 1º de janeiro de 1989   | 31 de dezembro de 1992 | Prefeito e vice eleitos                               | Nilson Sebastião Nechel              | PFL       | 1º de janeiro de 1991 a 31 de dezembro de 1992    |
| 12 | José Rodolfo Turnes        | PMDB    | Manoel Vieira (PRN)             | 1º de janeiro de 1993   | 31 de dezembro de 1996 | Prefeito e vice eleitos                               | Nélson Isidoro da Silva              | PMDB      | 1º de janeiro de 1993 a 31 de dezembro de 1994    |
| 12 | José Rodolfo Turnes        | PMDB    | Manoel Vieira (PRN)             | 1º de janeiro de 1993   | 31 de dezembro de 1996 | Prefeito e vice eleitos                               | Eugenio Prim                         | PMDB      | 1º de janeiro de 1995 a 31 de dezembro de 1996    |
| 13 | Pedro Martendal            | PMDB    | Mauri Haweroth (PSDB)           | 1º de janeiro de 1997   | 31 de dezembro de 2000 | Prefeito e vice eleitos                               | Nélson Isidoro da Silva              | PMDB      | 1º de janeiro de 1997 a 31 de dezembro de 1998    |
| 13 | Pedro Martendal            | PMDB    | Mauri Haweroth (PSDB)           | 1º de janeiro de 1997   | 31 de dezembro de 2000 | Prefeito e vice eleitos                               | Edésio Justen                        | PSDB      | 1º de janeiro de 1999 a 31 de dezembro de 2000    |
| 14 | Nélson Isidoro da Silva    | PTB     | Adelmo Souza (PPB)              | 1º de janeiro de 2001   | 31 de dezembro de 2004 | Prefeito e vice eleitos                               | Gerry Adriano Beirão                 | PP        | 1º de janeiro de 2001 a 31 de dezembro de 2002    |
| 14 | Nélson Isidoro da Silva    | PTB     | Adelmo Souza (PPB)              | 1º de janeiro de 2001   | 31 de dezembro de 2004 | Prefeito e vice eleitos                               | Sandro Vidal                         | PFL       | 1º de janeiro de 2003 a 31 de dezembro de 2004    |
| 15 | José Rodolfo Turnes        | PMDB    | Edésio Justen (PSDB)            | 1º de janeiro de 2005   | 31 de dezembro de 2008 | Prefeito e vice eleitos                               | Ademir do Carmo                      | PMDB      | 1º de janeiro de 2005 a 31 de dezembro de 2006    |
| 15 | José Rodolfo Turnes        | PMDB    | Edésio Justen (PSDB)            | 1º de janeiro de 2005   | 31 de dezembro de 2008 | Prefeito e vice eleitos                               | Jorge César da Silva                 | PMDB      | 1º de janeiro de 2007 a 31 de dezembro de 2008    |
| 16 | Edésio Justen              | PSDB    | Pedro Martendal (PP)            | 1º de janeiro de 2009   | 31 de dezembro de 2012 | Prefeito e vice eleitos                               | Jorge César da Silva                 | PMDB      | 1º de janeiro de 2009 a 31 de dezembro de 2010    |
| 16 | Edésio Justen              | PSDB    | Pedro Martendal (PP)            | 1º de janeiro de 2009   | 31 de dezembro de 2012 | Prefeito e vice eleitos                               | Laudi Antônio Luiz                   | PMDB      | 1º de janeiro de 2011 a 31 de dezembro de 2012    |
| 17 | Sandro Vidal               | PSD     | Ademir do Carmo (PMDB)          | 1º de janeiro de 2013   | 31 de dezembro de 2016 | Prefeito e vice eleitos                               | Manoel Eugênio Bossle                | PSD       | 1º de janeiro de 2013 a 30 de setembro de 2014    |
| 17 | Sandro Vidal               | PSD     | Ademir do Carmo (PMDB)          | 1º de janeiro de 2013   | 31 de dezembro de 2016 | Prefeito e vice eleitos                               | Leopoldo Anselmo Bruggemann          | PP        | 1º de outubro de 2014 a 31 de dezembro de 2014    |
| 17 | Sandro Vidal               | PSD     | Ademir do Carmo (PMDB)          | 1º de janeiro de 2013   | 31 de dezembro de 2016 | Prefeito e vice eleitos                               | João Gabriel de Abreu                | PP        | 1º de janeiro de 2015 a 31 de dezembro de 2015    |
| 17 | Sandro Vidal               | PSD     | Ademir do Carmo (PMDB)          | 1º de janeiro de 2013   | 31 de dezembro de 2016 | Prefeito e vice eleitos                               | Wanderlei Antônio Carpes Junior      | PMDB      | 1º de janeiro de 2016 a 31 de dezembro de 2016    |
| 18 | Edésio Justen              | PSDB    | Pedro Martendal (PP)            | 1º de janeiro de 2017   | 31 de dezembro de 2020 | Prefeito e vice eleitos                               | Nilto Lehmkuhl                       | MDB       | 1º de janeiro de 2017 a 31 de dezembro de 2017    |
| 18 | Edésio Justen              | PSDB    | Pedro Martendal (PP)            | 1º de janeiro de 2017   | 31 de dezembro de 2020 | Prefeito e vice eleitos                               | Adailton Machado                     | PSD       | 1º de janeiro de 2018 a 31 de dezembro de 2018    |
| 18 | Edésio Justen              | PSDB    | Pedro Martendal (PP)            | 1º de janeiro de 2017   | 31 de dezembro de 2020 | Prefeito e vice eleitos                               | José Valério Schurhaus               | PSDB      | 1º de janeiro de 2019 a 31 de dezembro de 2019    |
| 18 | Edésio Justen              | PSDB    | Pedro Martendal (PP)            | 1º de janeiro de 2017   | 31 de dezembro de 2020 | Prefeito e vice eleitos                               | Valdir Pedro da Silva                | PL        | 1º de janeiro de 2020 a 31 de dezembro de 2020    |
| 19 | Ricardo Lauro da Costa     | MDB     | Adailton Machado (PSDB)         | 1ºde janeiro de 2021    | 31 de dezembro de 2024 | Prefeito e vice eleitos                               | Ricardo Passig Turnes                | MDB       | 1º de janeiro de 2020 a 31 de dezembro de 2021    |
| 19 | Ricardo Lauro da Costa     | MDB     | Adailton Machado (PSDB)         | 1ºde janeiro de 2021    | 31 de dezembro de 2024 | Prefeito e vice eleitos                               | Nilto Lehmkuhl                       | MDB       | 1º de janeiro de 2022 a 31 de dezembro de 2022    |
| 19 | Ricardo Lauro da Costa     | MDB     | Adailton Machado (PSDB)         | 1ºde janeiro de 2021    | 31 de dezembro de 2024 | Prefeito e vice eleitos                               | Rosangela Passig                     | PSDB      | 1ºde janeiro de 2023 a 31 de dezembro de 2023     |
| 19 | Ricardo Lauro da Costa     | MDB     | Adailton Machado (PSDB)         | 1ºde janeiro de 2021    | 31 de dezembro de 2024 | Prefeito e vice eleitos                               | Gustavo José de Abreu                | PL        | 1ºde janeiro de 2024 à 31 de dezembro de 2024     |
| 20 | Gustavo José de Abreu      | PL      | Douglas Jacinto Machado (UNIÃO) | 1ºde janeiro de 2025    | Em exercício           | Prefeito e vice eleitos                               | Júlio Jacob Broering                 | PODE      | 1ºde janeiro de 2025 à atualidade                 |